# NGC 257
NGC 257 je spirální galaxie v souhvězdí Ryb. Její zdánlivá jasnost je 12,7m a úhlová velikost 1,9′ × 1,3′. Je vzdálená 240 milionů světelných let, průměr má 135 000 světelných let. Galaxii objevil 29. prosince 1790 William Herschel.